# Stazione di Torino Rebaudengo Fossata
Stazione di Torino Rebaudengo Fossata vasútállomás Olaszországban, Torino településen.

## Vasútvonalak
Az állomást az alábbi vasútvonalak érintik:
- Passante ferroviario di Torino
- Torino-Ceres-vasútvonal

## Kapcsolódó állomások
A vasútállomáshoz az alábbi állomások vannak a legközelebb:
- Torino Grosseto railway stop (Stazione di Ceres, Torino-Ceres-vasútvonal)
- Torino Grosseto railway stop (Stazione di Ciriè, Line SFM4, Line SFM7)
- Stazione di Venaria (Stazione di Caselle Aeroporto, Linea SFM6)
- Stazione di Torino Porta Susa (2008) (Stazione di Asti, Linea SFM6)
- Stazione di Torino Porta Susa (2008) (Stazione di Chieri, Line SFM1)
- Stazione di Torino Stura (Stazione di Rivarolo Canavese, Line SFM1)
- Stazione di Torino Stura (Stazione di Chivasso, Line SFM2)
- Stazione di Torino Porta Susa (2008) (Stazione di Pinerolo, Line SFM2)